# Liste over Bilderbergmøderne
Bilderberggruppens første møde blev afholdt på Hotel de Bilderberg i Holland i maj 1954, og der er siden blevet afholdt et møde hvert år.

## Mødetidspunkter
| Dato                      | Hotel                                          | Sted                                    |
| ------------------------- | ---------------------------------------------- | --------------------------------------- |
| 1954 (29.–31. maj)        | Hotel de Bilderberg                            | Oosterbeek, Gelderland                  |
| 1955 (18.–20. marts)      | L'Hôtellerie du Bas-Bréau                      | Barbizon, Île-de-France                 |
| 1955 (23.–25. september)  | Grand Hotel Sonnenbichl                        | Garmisch-Partenkirchen, Bayern          |
| 1956 (11.–13. maj)        | Fredensborg Store Kro                          | Fredensborg                             |
| 1957 (15.–17. februar)    | King and Prince Hotel                          | St. Simons Island, Georgia              |
| 1957 (4.–6. oktober)      | Grand Hotel Palazzo della Fonte                | Fiuggi, Lazio                           |
| 1958 (13.–15. september)  | Palace Hotel                                   | Buxton, Derbyshire                      |
| 1959 (18.–20 september)   | Çinar Hotel                                    | Yeşilköy, Istanbul                      |
| 1960 (28.–29. maj)        | Palace Hotel                                   | Bürgenstock, Nidwalden                  |
| 1961 (21.–23. april)      | Manoir St-Castin                               | Lac-Beauport, Quebec                    |
| 1962 (18.–20. maj)        | Grand Hotel Saltsjöbaden                       | Saltsjöbaden                            |
| 1963 (29.–31. maj)        |                                                | Cannes, PACA                            |
| 1964 (20.–22. marts)      |                                                | Williamsburg, Virginia                  |
| 1965 (2.–4. april)        | Villa d'Este                                   | Cernobbio, Lombardy                     |
| 1966 (25.–27. marts)      | Hotel Nassauer Hof                             | Wiesbaden, Hesse                        |
| 1967 (31. marts–2. april) |                                                | Cambridge, Cambridgeshire               |
| 1968 (26.–28. april)      |                                                | Mont Tremblant, Quebec                  |
| 1969 (9.–11. maj)         | Hotel Marienlyst                               | Helsingør                               |
| 1970 (17.–19. april)      | Grand Hotel Quellenhof                         | Bad Ragaz, St. Gallen                   |
| 1971 (23.–25. april)      | Woodstock Inn                                  | Woodstock, Vermont                      |
| 1972 (21.–23. april)      | La Reserve du Knokke-Heist                     | Knokke-Heist, Flanders                  |
| 1973 (11.–13. maj)        | sv:Grand Hotel Saltsjöbaden                    | Saltsjöbaden                            |
| 1974 (19.–21. april)      | Chalet du Mont d'Arbois                        | Megève, Megève                          |
| 1975 (22.–24. april)      | Golden Dolphin Resort Hotel                    | Çeşme, İzmir                            |
| 1976                      |                                                | Intet møde                              |
| 1977 (22.–24. april)      | Paramount Imperial Hotel                       | Torquay, Devon                          |
| 1978 (21.–23. april)      | Chauncey Conference Center                     | Princeton, New Jersey                   |
| 1979 (27.–29. april)      | Grand Hotel Sauerhof                           | Baden bei Wien                          |
| 1980 (18.–20. april)      | Dorint Sofitel Quellenhof Aachen               | Aachen (Aix-la-Chapelle), NRW           |
| 1981 (15.–17. maj)        | Palace Hotel                                   | Bürgenstock, Nidwalden                  |
| 1982 (14.–16. maj)        | Rica Park Hotel Sandefjord                     | Sandefjord                              |
| 1983 (13.–15. maj)        | Château Montebello                             | Montebello, Quebec                      |
| 1984 (11.–13. maj)        | sv:Grand Hotel Saltsjöbaden                    | Saltsjöbaden                            |
| 1985 (10.–12. maj)        | Doral Arrowwood Hotel                          | Rye Brook, New York                     |
| 1986 (25.–27. april)      | Gleneagles Hotel                               | Gleneagles, Auchterarder                |
| 1987 (24.–26. april)      | Villa d'Este                                   | Cernobbio, Lombardy                     |
| 1988 (3.–5. juni)         | de:Interalpen-Hotel Tyrol                      | Telfs, Tyrol                            |
| 1989 (12.–14. maj)        | Gran Hotel de La Toja                          | es:Isla de La Toja, Galicia             |
| 1990 (11.–13. maj)        | Harrison Conference Center                     | Glen Cove, New York                     |
| 1991 (6.–9. juni)         | Hotel Badischer Hof og Schlosshotel Bühlerhöhe | Bühl og Baden-Baden (Baden-Württemberg) |
| 1992 (21.–24. maj)        | Hôtel Royal og Hôtel Ermitage                  | Évian-les-Bains, Rhône-Alpes            |
| 1993 (22.–25. april)      | Astir Palace Resort                            | Vouliagmeni                             |
| 1994 (2.–5. juni)         | fi:Kalastajatorppa                             | Helsinki                                |
| 1995 (8.–11. juni)        | Palace Hotel                                   | Bürgenstock, Nidwalden                  |
| 1996 (30 maj–2. juni)     | The Kingbridge Centre                          | King City, Ontario                      |
| 1997 (12.–15. juni)       | Pine Isle Resort (demolished)                  | Lake Lanier, Georgia                    |
| 1998 (14.–17. maj)        | Turnberry Hotel                                | Turnberry, South Ayrshire               |
| 1999 (3.–6. juni)         | Caesar Park Penha Longa Hotel                  | Sintra                                  |
| 2000 (1.–4. juni)         | Le Château du Lac                              | Genval, Brussels                        |
| 2001 (24.–27. maj)        | Hotel Stenungsbaden                            | Stenungsund                             |
| 2002 (30. maj – 2. juni)  | Westfields Marriott                            | Chantilly, Virginia                     |
| 2003 (15.–18. maj)        | Trianon Palace Hotel                           | Versailles, Île-de-France               |
| 2004 (3.–6. juni)         | Grand Hotel des Iles Borromees                 | Stresa, Piedmont                        |
| 2005 (5.–8. maj)          | Seehotel Überfahrt                             | Rottach-Egern, Bayern                   |
| 2006 (8.–11. juni)        | Brookstreet Hotel                              | Kanata, Ottawa, Ontario                 |
| 2007 (31. maj – 3. juni)  | Ritz-Carlton Hotel                             | Şişli, Istanbul.                        |
| 2008 (5.–8. juni)         | Westfields Marriott                            | Chantilly, Virginia                     |
| 2009 (14.–16. maj)        | Astir Palace Resort                            | Vouliagmeni                             |
| 2010 (4.–6. juni)         | Dolce Hotels and Resorts                       | Sitges, Catalonien                      |
| 2011 (9.-12. juni)        | Suvretta House                                 | St. Moritz, Graubünden                  |
| 2012 (31. maj – 3.juni)   | Westfields Marriott                            | Chantilly, Virginia                     |
| 2013 (8.– 9. juni)        | The Grove Hotel                                | Watford, Hertfordshire                  |
| 2014 (29. maj – 1. juni)  | Marriott Hotel                                 | København, Danmark                      |
| 2015 (11.–14.juni)        | Interalpen-Hotel Tyrol                         | Østrig, Telfs                           |
| 2016 (9.–12. juni)        | Taschenbergpalais                              | Tyskland, Dresden                       |
| 2017 (1.–4. juni)         | Westfields Marriott                            | USA, Chantilly (Virginia)               |
| 2018 (7.-10. juni)        | NH Torino Lingotto Congress                    | Italien, Torino                         |
| 2019 (30. maj - 2. juni)  | Hotel Montreux Palace                          | Schweiz, Montreux                       |
| 2022 (2.-4. juni)         | Mandarin Oriental                              | USA Washington, D.C.                    |